# Союз юных фашистов — Авангард
«Союз юных фашистов — Авангард» — мужская молодёжная организация Всероссийской фашистской партии (ВФП), созданная 22 апреля 1934 года в Харбине, в которой могли состоять юноши русской национальности в возрасте от 10 до 16 лет. Организация действовала в соответствии с уставом Союза юных фашистов.
Целями союза декларировались:
- сохранение русских детей от денационализации;
- систематическое воспитание их в русском национальном духе, строгом соблюдении православной веры и традиций былой России;
- пополнение подрастающей смены кадров ВФП.

Идеология и тактика союза всецело определялись идеологией и тактикой ВФП.
Для вступления в «Авангард» необходимо было поручительство одного из членов «Авангарда» или ВФП.
Союз разделялся на две группы: младшую (10—13 лет) и старшую (13—16 лет). Каждая группа разделялась на два разряда: 2-й разряд — юные фашисты, 1-й разряд — авангардисты. По достижении 16 лет члены Союза юных фашистов переходили в Союз фашистской молодёжи.
В Союзе юных фашистов существовали должности: старшего «очага», начальника района (отряда), начальника отдела (дружины). Структурные единицы союза составляли «очаги» (группа в 5 человек), «очаги» определённого территориального района образовывали район (отряд), районы определённого пригорода или группы пунктов образовывали отдел (дружину).
Во главе союза стоял начальник «Авангарда», назначаемый главой ВФП, остальные руководители назначались приказами начальника «Авангарда».
Форма «Авангарда» состояла из чёрной рубашки с жёлтыми пуговицами и синими погонами. Рубашка опоясывалась ремнём с портупеей. Брюки — чёрные навыпуск. Головной убор — чёрная фуражка с оранжевым кантом и кокардой из буквы «А» в венке из листьев. При приветствии вскидывали правую руку, произнося «Слава России!».

## Руководство
- Илья Дунаев
- Прокофьев П. И. (И. В.?)
- Николай Петлин